# Estarkhū
Estarkhū (persiska: اِستَخر خو, Estakhr Khū, استرخو) är en ort i Iran.   Den ligger i provinsen Semnan, i den nordöstra delen av landet, 400 km öster om huvudstaden Teheran. Estarkhū ligger 986 meter över havet och antalet invånare är 120.
Terrängen runt Estarkhū är platt.Runt Estarkhū är det mycket glesbefolkat, med 5 invånare per kvadratkilometer. Närmaste större samhälle är Hūnestān, 2,1 km öster om Estarkhū. Trakten runt Estarkhū är ofruktbar med lite eller ingen växtlighet.